# 圣凯瑟琳堂 (纽伦堡)

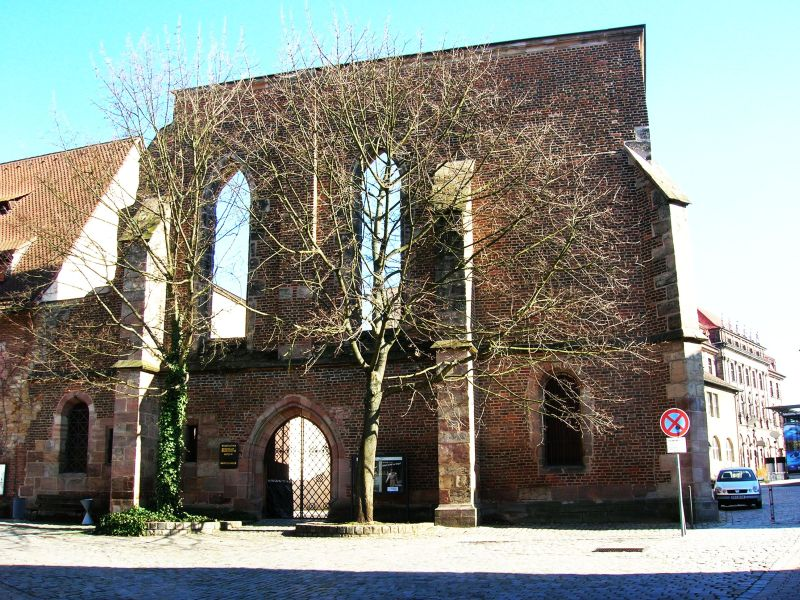
教堂废墟

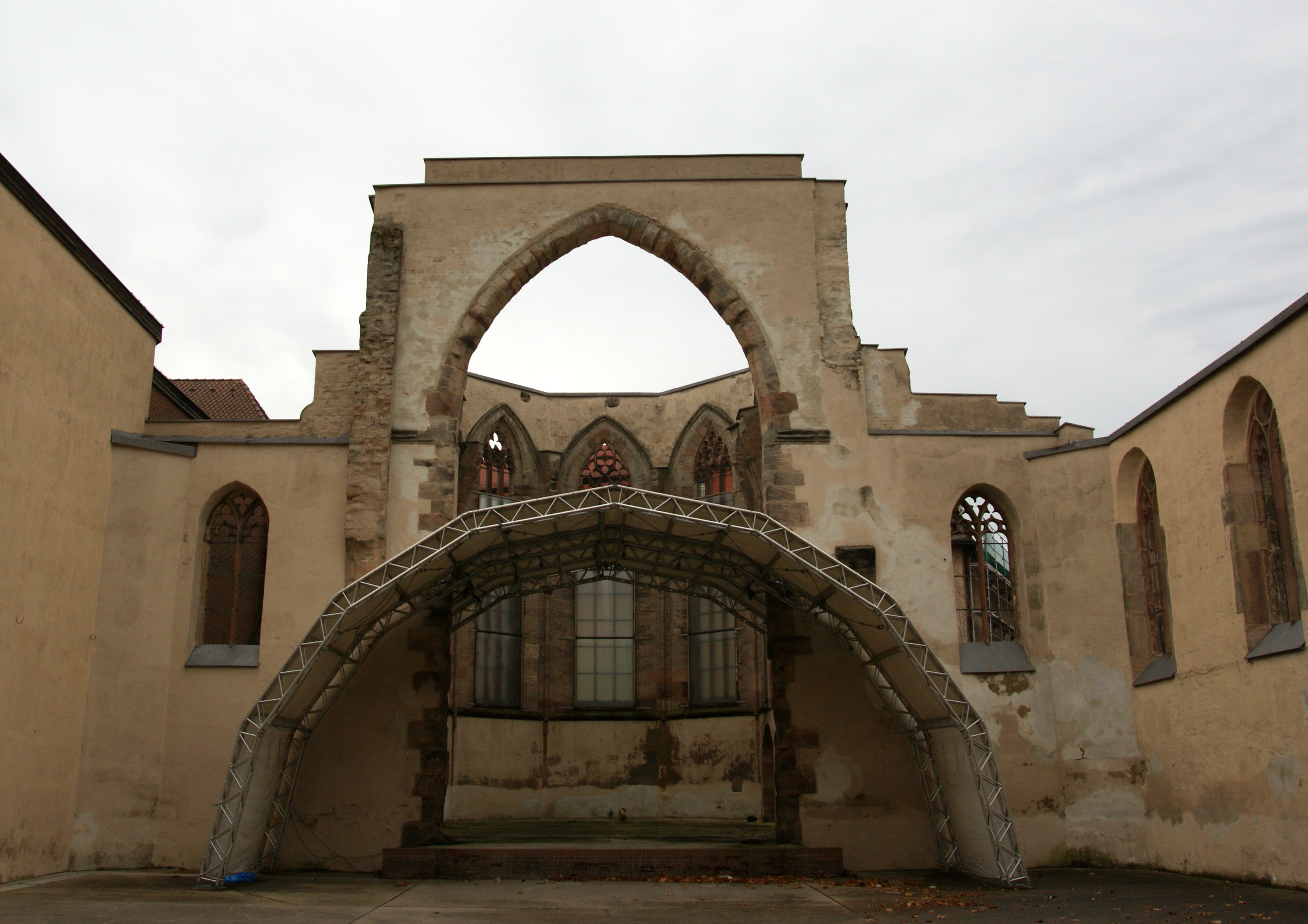
内部

Katharinenkirche（圣凯瑟琳堂）是德国巴伐利亚纽伦堡的一座重要中世纪教堂，在第二次世界大战期间被毁，并保存为废墟。

## 历史

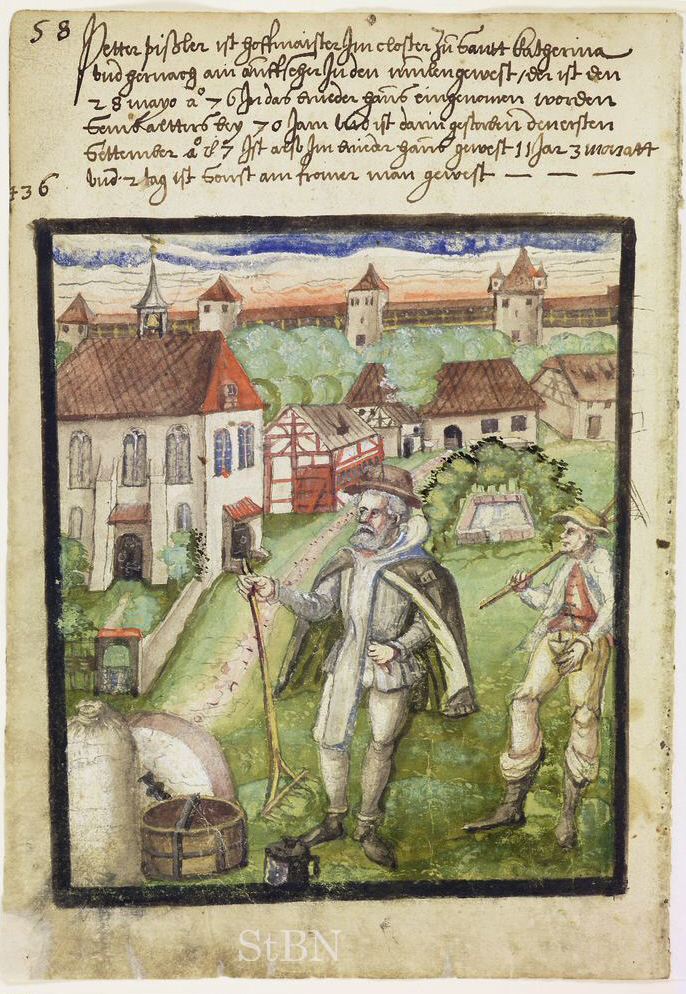
1587插图

该堂原为多明我会修道院教堂，在天主教班贝格教区内，以其中世纪图书馆著称。它由贵族Pfinzig 家族的康拉德·冯·纽马克和他的妻子阿德尔海德创建于1295年。该堂在宗教改革以后改为路德宗教堂。修道院在1596年最后一位修士去世后关闭。
该堂与名歌手有关，理查德·瓦格纳的歌剧《纽伦堡的名歌手》对其进行描绘。

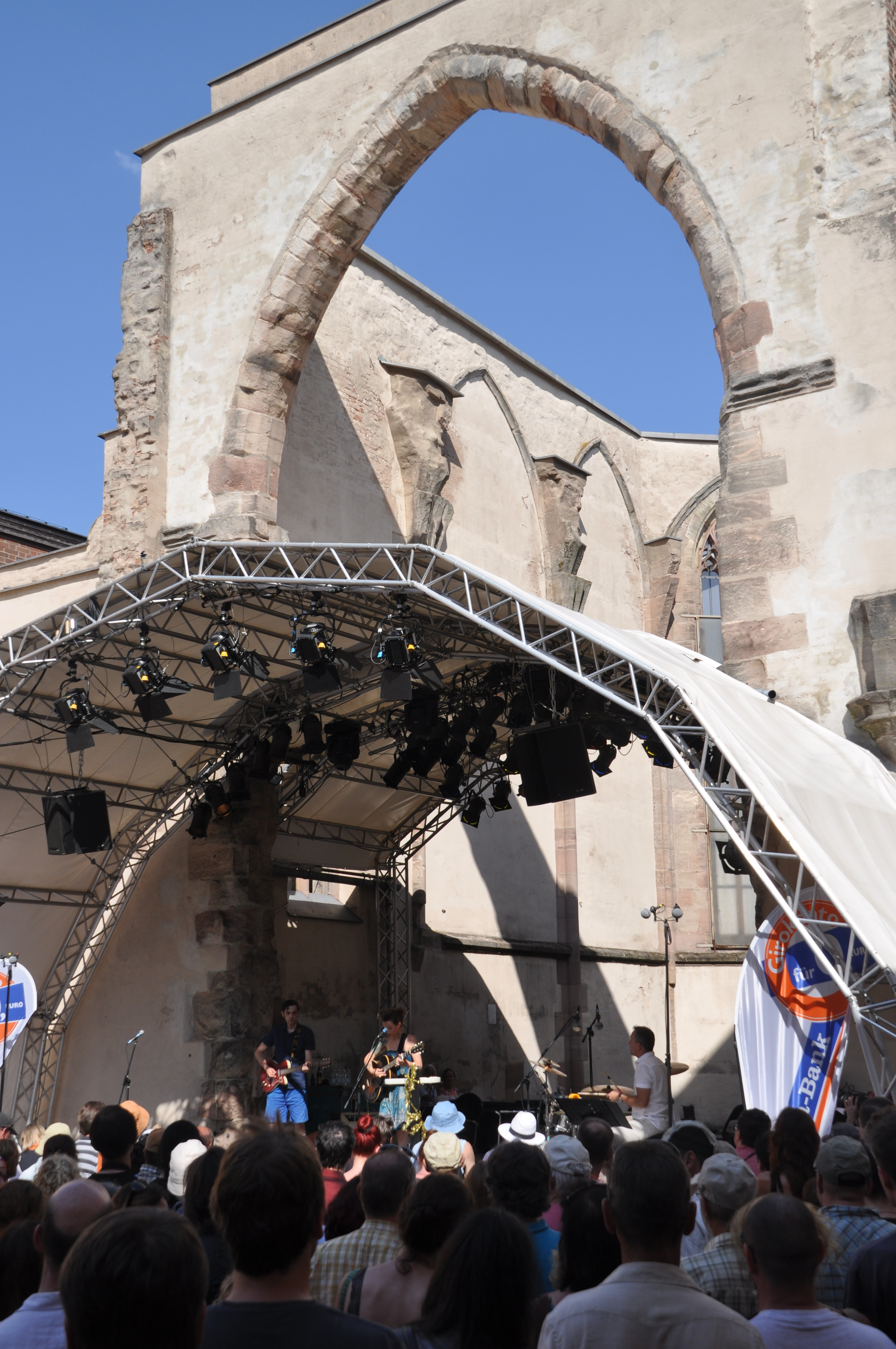
2013

该堂在1945年毁于空袭，1970-71年部分修复，现在用于露天音乐会等活动。